# Шепетовка (станция)
Шепето́вка — железнодорожная станция на линии Киев — Львов, расположенная на территории города Шепетовка Хмельницкой области, Украины. Открыта в 1873 году.

## Дальнее сообщение
По состоянию на 2014 год вокзал отправляет и принимает поезда следующих направлений:
| № поезда           | Маршрут движения       | № поезда           | Маршрут движения       |
| ------------------ | ---------------------- | ------------------ | ---------------------- |
| 13                 | Киев — Ужгород         | 14                 | Ужгород — Киев         |
| 43 «Прикарпатье»   | Киев — Ивано-Франковск | 44 «Прикарпатье»   | Ивано-Франковск — Киев |
| 77 «Волынь»        | Москва — Ковель        | 78 «Волынь»        | Ковель — Москва        |
| 83 «Голубые озёра» | Одесса — Ковель        | 84 «Голубые озёра» | Ковель — Одесса        |
| 87 «Лесная Песня»  | Симферополь — Ковель   | 88 «Лесная Песня»  | Ковель — Симферополь   |
| 91 «Львов»         | Киев — Львов           | 92 «Львов»         | Львов — Киев           |
| 97 «Свитязь»       | Киев — Ковель          | 98 «Свитязь»       | Ковель — Киев          |
| 99 «Закарпатье»    | Киев — Ужгород         | 100 «Закарпатье»   | Ужгород — Киев         |
| 111 «Слобожанщина» | Харьков — Львов        | 112 «Слобожанщина» | Львов — Харьков        |